# Chlidanthus boliviensis
Chlidanthus boliviensis là một loài thực vật có hoa trong họ Amaryllidaceae. Loài này được Traub & I.S.Nelson mô tả khoa học đầu tiên năm 1957.